# 星間ガス
星間ガス（せいかんガス、Interstellar gas）は、宇宙空間に漂う水素やヘリウムを主体とした気体のことである。その密度は、平均的には1立方センチメートルあたり水素原子が数個程度という希薄なものであるが、高密度に集積すれば、星雲として恒星が生まれる母胎にもなる。
宇宙空間は、まったく物質の存在しない真空状態のように思われるが、実際には、全体にわずかながら「星間物質」と呼ばれる物質が漂っている。地上の実験室で達成できる真空よりもはるかに高度な、ほぼ絶対真空に等しいほどの非常に希薄なものであるが、星々の間の空間に存在する星間物質の総量は、目に見える恒星や惑星などの天体にも匹敵する。
星間ガスも、宇宙塵とともに星間物質の一種であるが、重元素から成る固体の微粒子である宇宙塵とは区別される。星間物質の質量比は、水素が約70%、ヘリウムが約30%で、残りが珪素・炭素・鉄などの重元素となっている。これらの重元素が宇宙塵となり、したがって存在比は星間ガスの方が圧倒的に多い。星間ガスは、中性水素ガスや電離水素領域（HII領域）、超新星残骸や惑星状星雲、暗黒星雲、散光星雲、分子雲などとして観測される。
星間ガスがどのような形態で存在する（観測される）かは、圧力（密度×温度に比例）によって異なり、HII領域や分子雲は周りよりも圧力が高い状態にある。
銀河系のような渦状銀河においては、中心核（バルジ）や円盤（ディスク）の銀河面に集中しており、銀河系全体を球状に取り巻く銀河ハローにもわずかに分布している。